# 山口県道303号福田下惣郷線
山口県道303号福田下惣郷線（やまぐちけんどう303ごう ふくだしもそうごうせん）は、山口県阿武郡阿武町を通る一般県道である。

## 概要
阿武郡阿武町大字福田下から阿武郡阿武町大字惣郷に至る。起点の阿武郡阿武町大字福田下から数kmを除くほぼすべての区間が1車線で狭い区間が続きほぼ離合が困難なほか、カーブが連続している箇所もある。また、大雨時は通行規制となる旨の看板が設置されている。
終点の阿武郡阿武町大字惣郷から本路線に入ってしばらく進むと、白須たたら製鉄遺跡がある。

### 路線データ
- 起点：阿武郡阿武町福田下（山口県道10号山口福栄須佐線交点）
- 終点：阿武郡阿武町惣郷（国道191号交点）

## 歴史
- 1972年（昭和47年）3月28日 - 山口県告示第238号により認定される。

## 地理

### 通過する自治体
- 阿武郡阿武町

### 交差する道路
| 交差する道路                                                     | 交差する場所 | 交差する場所 |
| ---------------------------------------------------------------- | ------------ | ------------ |
| 山口県道10号山口福栄須佐線 島根県道・山口県道14号益田阿武線 重複 | 大字福田下   | 起点         |
| 国道191号                                                        | 大字惣郷     | 終点         |

### 沿線
- 白須たたら製鉄遺跡